# تدرارت
تدرارت هي جماعة قروية في عمالة أكادير إداوتنان، بجهة سوس ماسة، في المغرب. وهي تضم 4530 نسمة، حسب الإحصاء العام للسكان والسكنى لسنة 2014.

## دواوير الجماعة
- دوار
- دوار
- دوار
- دوار
- دوار
- دوار
- دوار

## التعليم
قائمة المؤسسات التعليمية في تدرارت:
- مجموعة مدارس
- مجموعة مدارس
- مجموعة مدارس